# Oxypoda olescans
Oxypoda olescans är en skalbaggsart som beskrevs av Thomas Casey 1911. Oxypoda olescans ingår i släktet Oxypoda och familjen kortvingar. Inga underarter finns listade i Catalogue of Life.